# Acanthocinus xanthoneurus
Acanthocinus xanthoneurus (лат.) — вид жуков-усачей из подсемейства ламиин. Распространён в Италии и на Сицилии. Кормовым растением личинок является бук европейский.